# Skalka (rozhledna)
Skalka je dřevěná rozhledna s kovovým točitým schodištěm vybudovaná na plochém nezalesněném návrší při silnici do Štíhlic na severním okraji obce Vyžlovka v okrese Praha–východ.

## Historie
Výstavbu iniciovali manželé Holíkovi, kteří v roce 2008 odkoupili od obce Vyžlovka pozemek pro rozhlednu i přidruženou naučnou stezku. Stavba rozhledny byla provedena společností Teplotechna Ostrava, a. s. Zahájení prací se datuje k 1. červnu 2011, k dokončení stavby došlo na podzim téhož roku. Rozhledna byla od 29. prosince 2011 zpřístupněna ve víkendovém režimu a po úspěšné kolaudaci byla oficiálně otevřena v dubnu 2012.
Na stavbu byly použity soukromé i veřejné finanční prostředky (dotace ze Státního zemědělského intervenčního fondu).

## Popis
Rozhledna je umístěna v nadmořské výšce 435 metrů. Jedná se o stavbu s dřevěnou konstrukcí, která je 25 metrů vysoká a má dvě vyhlídkové plošiny. Na nejvyšší plošinu ve výšce 21 metrů nad okolním terénem se lze dostat po točitém ocelovém schodišti se 105 schody. 
Za dobré viditelnosti poskytuje rozhled na přilehlé okolí a rovněž například na vrchy Českého středohoří, Ralsko, Bezděz, přes 100 kilometrů vzdálené Krkonoše, Královecký Špičák a Orlické hory. 
Rozhledna je majetkem soukromého investora. 

## Zajímavosti
- U rozhledny začíná odpočinková naučná stezka, která vznikla jako součást projektu.
- Kolem rozhledny vede zelená turistická značka (Jevany, Voděradské bučiny).

### Info
Od 18. prosince 2015 byl vstup na rozhlednu zpoplatněn. Od roku 2019 je rozhledna z technických důvodů uzavřena.

## Fotogalerie

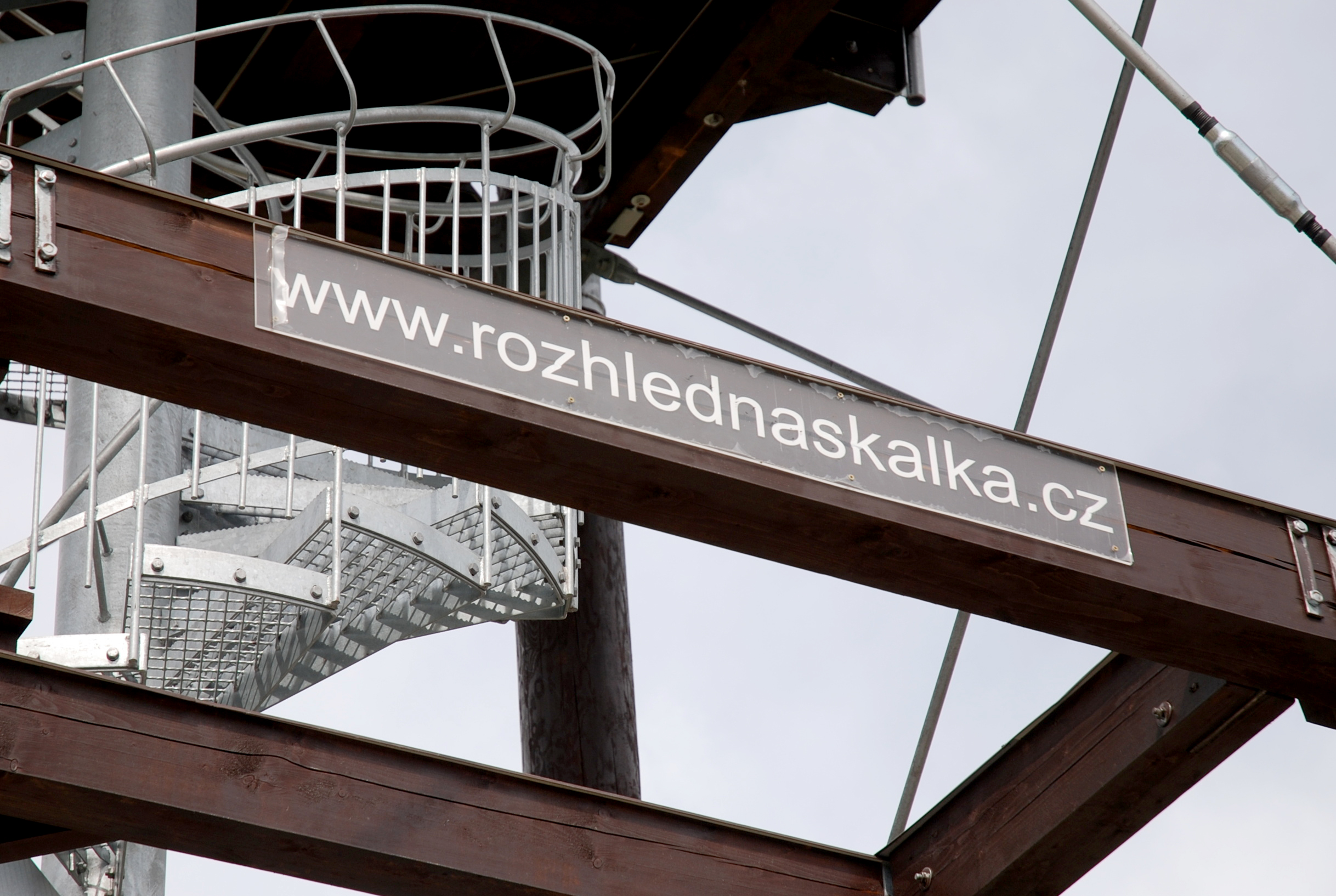
Detail rozhledny s internetovou adresou, duben 2012
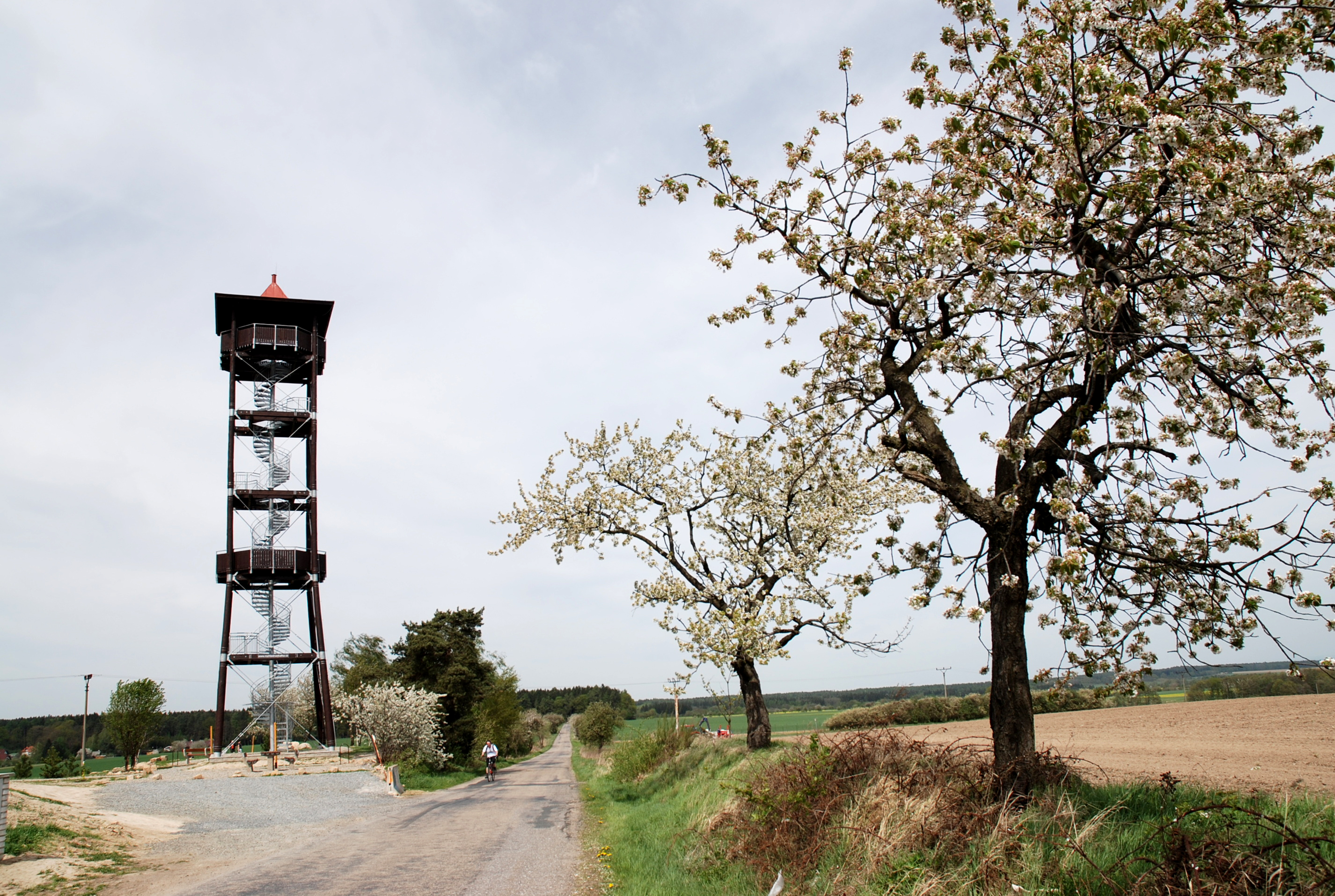
Rozhledna a silnice do Štíhlic, duben 2012
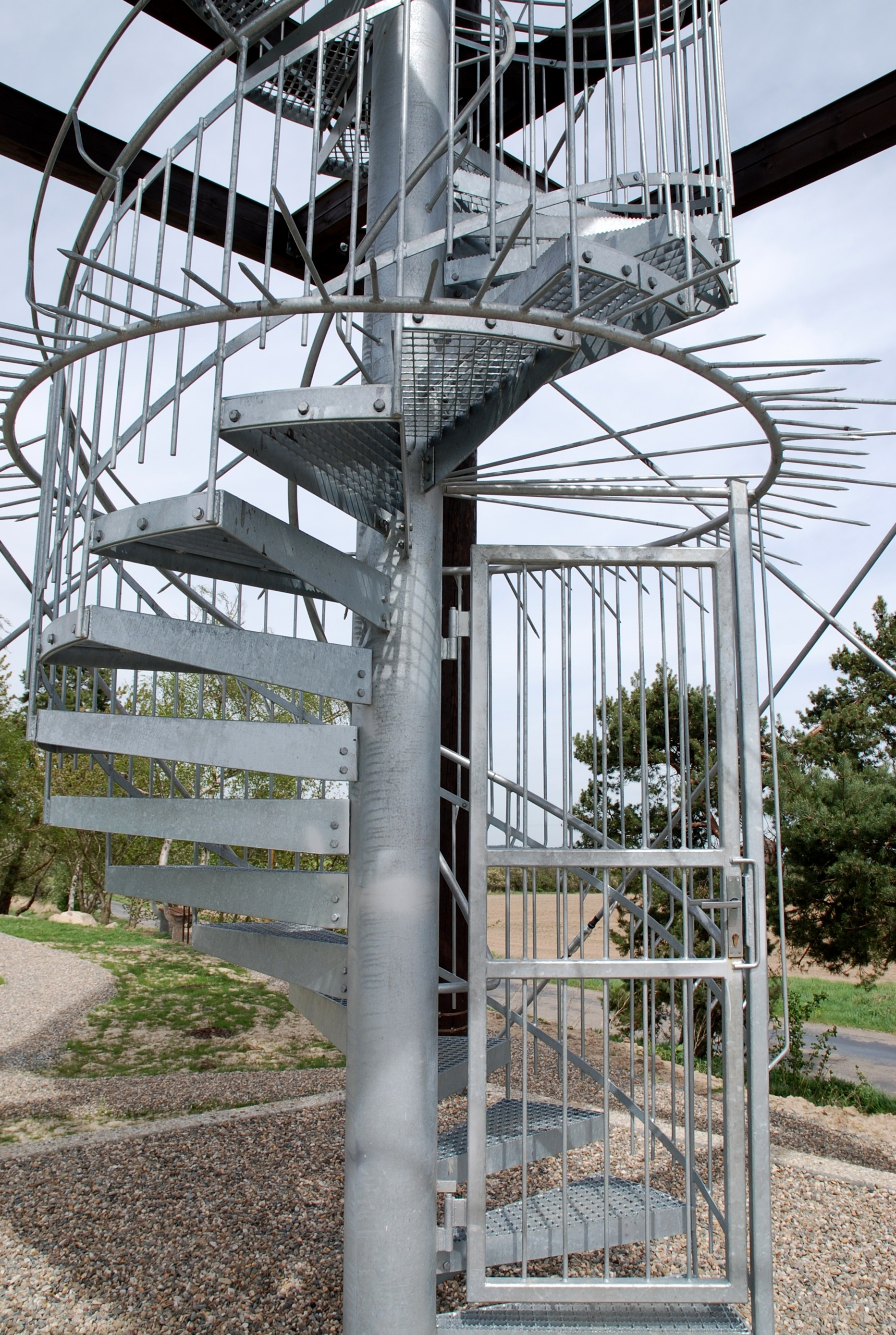
Vstup do rozhledny, duben 2012
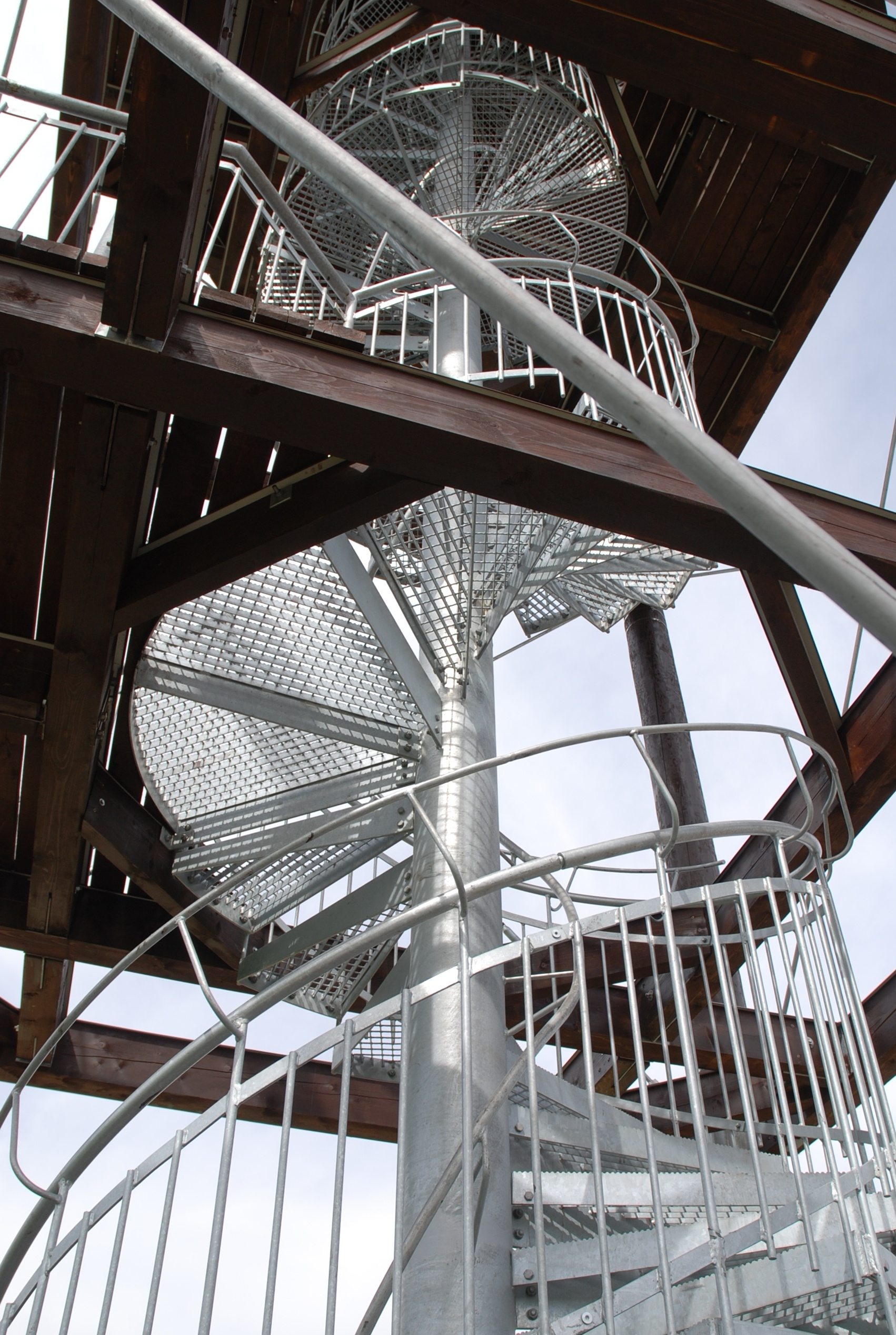
Schodiště, duben 2012
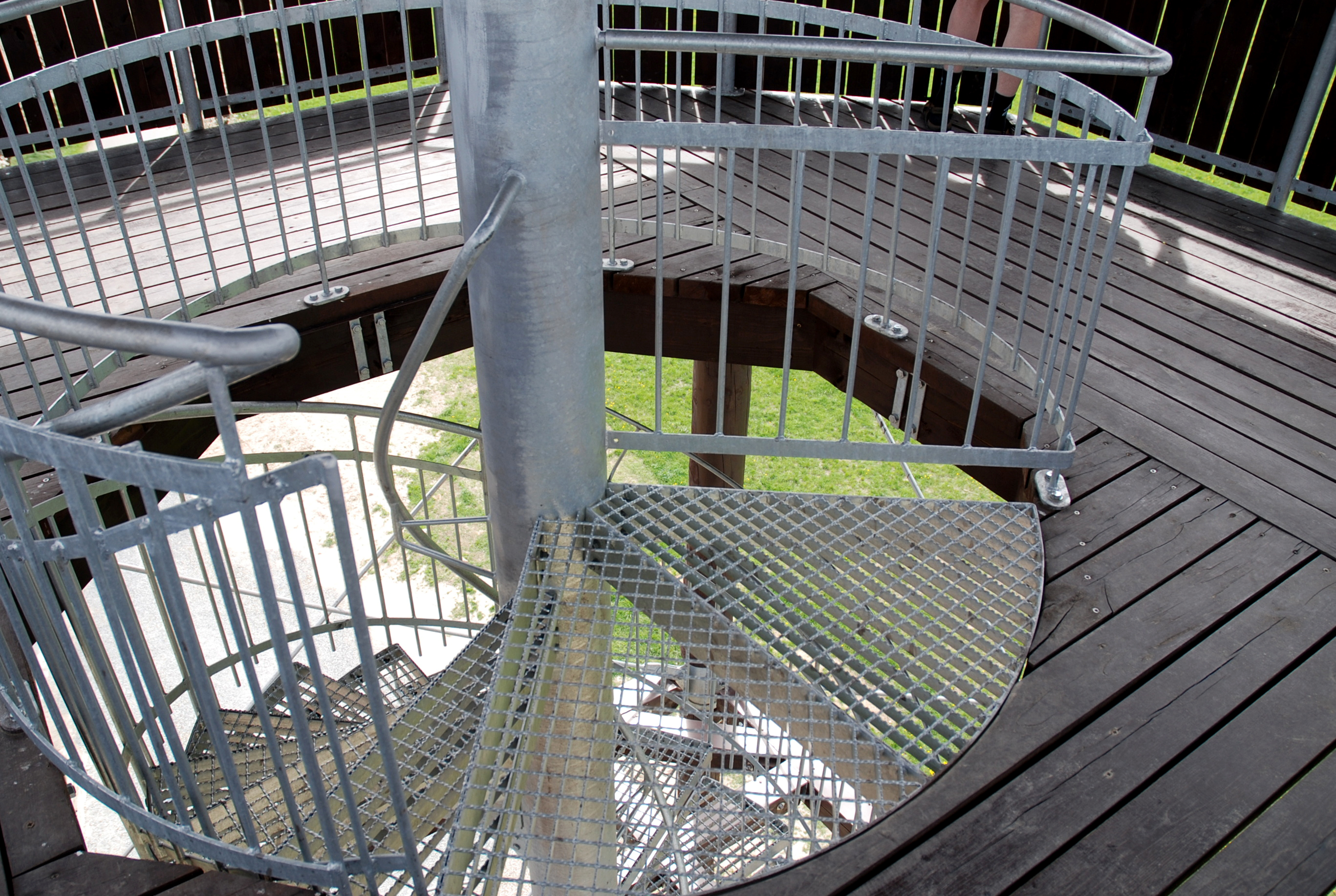
Detail schodiště s plošinou, duben 2012
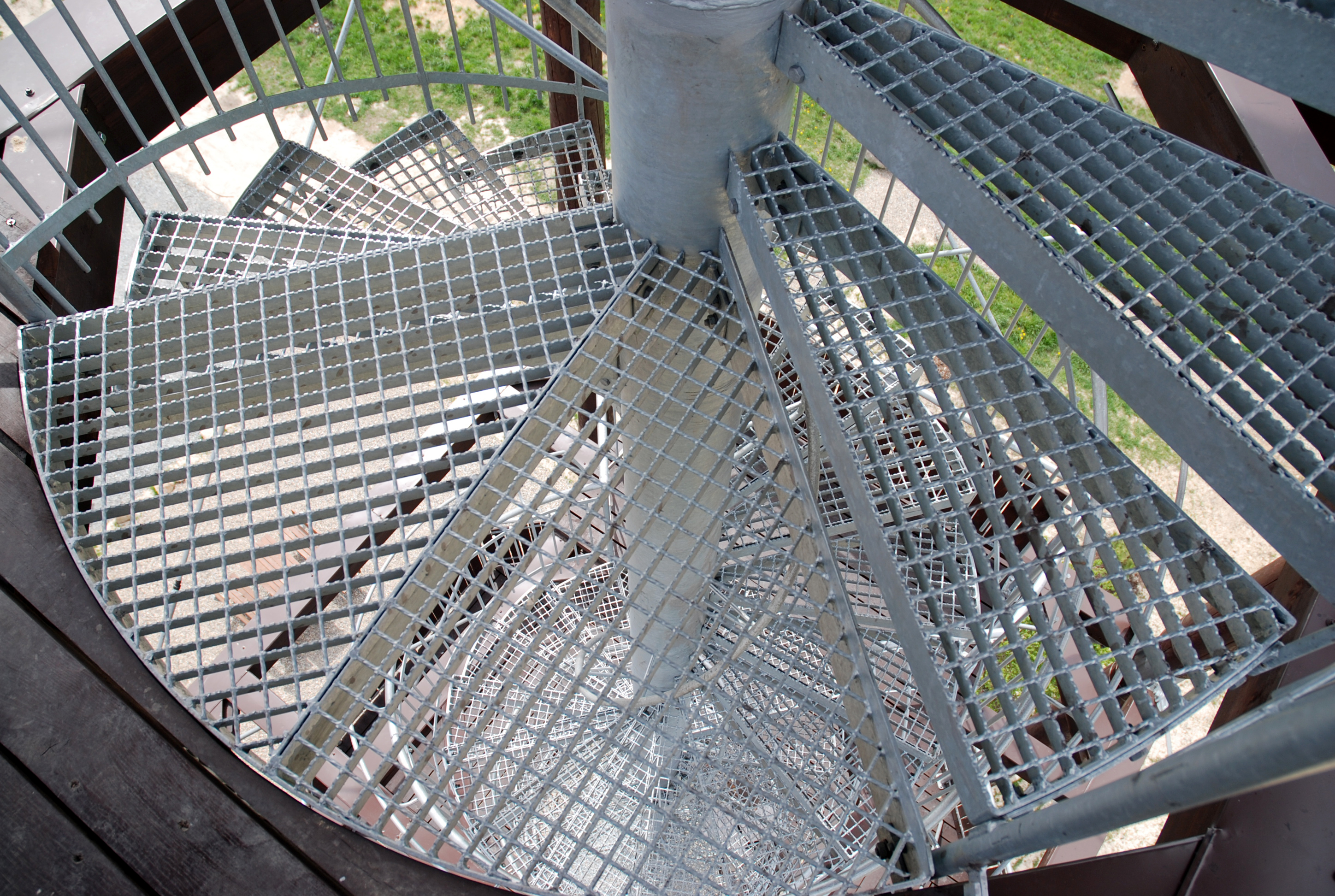
Detail schodiště, duben 2012
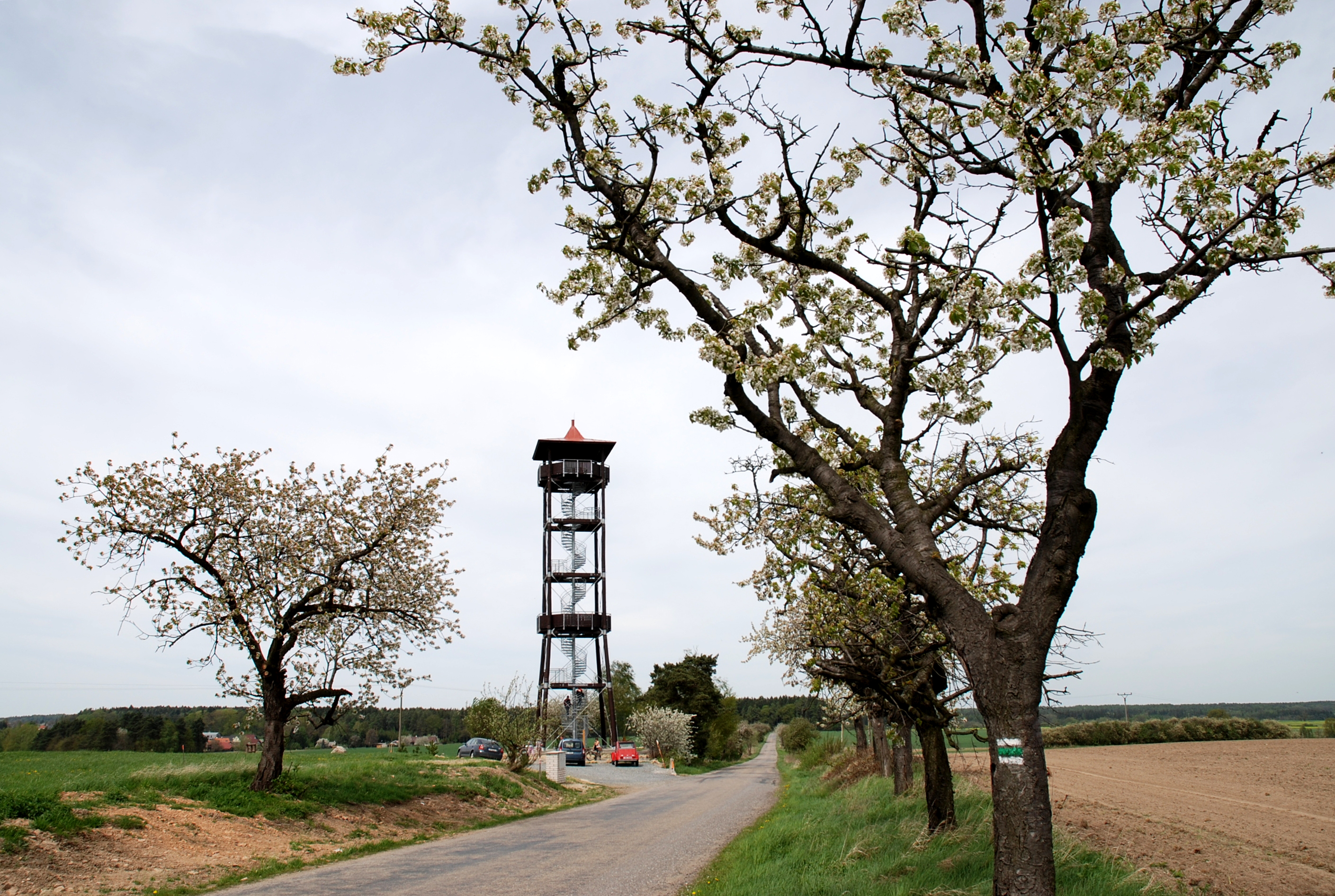
Se zelenou turistickou značkou, duben 2012
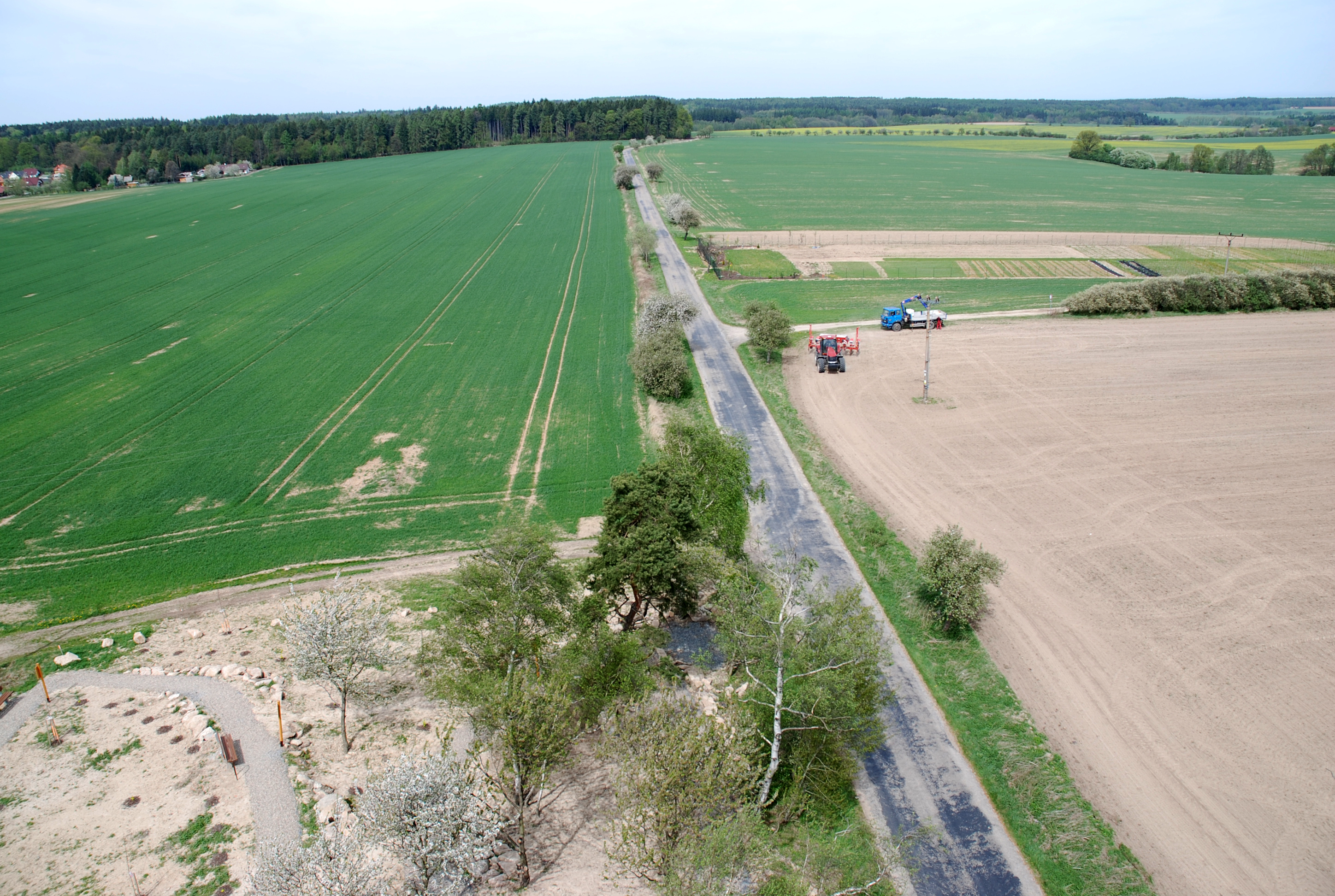
Pohled z rozhledny SZ směrem, silnice do Štíhlic, duben 2012